# Кодрос, Арчи
А́рчи Джон Ко́дрос (англ. Archie John Kodros; 20 января 1918, Олтон, Иллинойс — 4 июня 1990, Айова-Сити, Айова) — американский профессиональный футболист и тренер. Член Зала спортивной славы AHEPA (1991). Ветеран Второй мировой войны.

## Биография
Родился в семье греков Джона К. Кодроса (1888—1943) и Айрин Пантэйджес (1894—1975). Отец Арчи иммигрировал в США из Греции.
В 1936 году окончил среднюю школу в Олтоне. В школьные годы играл в футбол, и в этот период получил предложение поступить в Иллинойсский университет в Урбане-Шампейне, однако выбрал Мичиганский университет, так как его команда славилась своими игроками на позиции центра.
В 1937—1939 годах играл за футбольную команду Мичиганского университета на позиции центра. В 1939 году был капитаном команды.
В 1940—1941 годах работал помощником тренера футбольной команды Мичиганского университета.
В годы Второй мировой войны служил в Военно-воздушных силах Армии США (USAAF, сегодня — Военно-воздушные силы США), принимал участие в высадке в Италии (1943).
После войны работал тренером в Уитмен-колледже (1948, 1949—1950), Гавайском университете в Маноа (1951) и Айовском университете (1952—1965).
Умер 4 июня 1990 года после длительной болезни раком в возрасте 72 лет.

## Личная жизнь
С 1943 года был женат на Эффи Вирджинии Джоуитт (1924—1991), в браке с которой имел троих сыновей и дочь.